# 日本三大急流
日本三大急流（日语：／ NiHonSanDaiKyuuRyuu */?）是指在日本的河流中平均流量最多的几条河流。

## 总览
日本三大急流包括以下几条河流：
- 富士川（长野县/山梨县/静冈县）[1][2]
- 球磨川（熊本县）
- 最上川（山形县）

相比这些河流，富山縣的常願寺川要更为湍急（水源标高2661米，长度56千米），但因其知名度较低而未被包含在内。

## 引用
1. ↑  ナヴィ インターナショナル. . 幻冬舎文庫. 幻冬舎. 2003-07: 169–172. ISBN 978-4344403925 （日语）.
2. ↑  朝日新聞社知恵蔵編集部. . 朝日新聞社. 2003-12-30: 258. ISBN 4-02-222052-X （日语）.